# Спинелли, Энтони
Энтони Спинелли (англ. Anthony Spinelli, 21 февраля 1927 года — 29 мая 2000 года) — американский киноактёр и продюсер, позже ставший порнорежиссёром.

## Биография и карьера
Под своим первоначальным сценическим псевдонимом Сэм Уэстон продюсировал непорнографические фильмы — Gun Fever (1958) и One Potato, Two Potato (1964). В качестве актёра появился на нескольких телешоу в 1960-х, в том числе «Альфред Хичкок представляет», «Зелёные просторы» и «Эта девушка». Однако после этих фильмов не смог найти дальнейшую работу в сфере кинематографа и стал продавцом энциклопедий в попытках поддержать семью. После просмотра порнофильма в кинотеатре для взрослых, он решил перейти в этот жанр кино, начав с Diary of a Nymph (1971).
Среди самых известных порнофильмов Спинелли Nothing to Hide, занявший второе место в списке величайших фильмов для взрослых всех времен журнала AVN. Энтони Спинелли — брат актёра Джека Уэстона (Jack Weston) и отец порнорежиссёра Митчелла Спинелли.

## Награды
- 1981 : AFAA Award — лучший режиссёр pour (Nothing to Hide)[7]
- 1984 : AFAA Award — лучший режиссёр (Dixie Ray Hollywood Star)[7]
- 1985 AVN Award — лучший режиссёр, фильм (Dixie Ray, Hollywood Star)
- 1993 AVN Award — лучший режиссёр, видео (The Party)[8]
- Зал славы XRCO[9]
- Зал славы AVN[10]

## Избранная фильмография
- Мир секса (1978)
- Поговори со мной грязно (1980)
- Nothing to Hide (1981)
- Between the Sheets (1982)
- Dixie Ray Hollywood Star (1983)